# Igreja de Nossa Senhora das Neves (Presidente Kennedy)
Igreja de Nossa Senhora das Neves é um santuário católico localizado em Muribeca, área rural do município de Presidente Kennedy, no interior do estado do Espírito Santo.

## História
A Igreja de Nossa Senhora das Neves foi fundada pelo Padre José de Anchieta, importante presbítero espanhol que integrou as esquadras portuguesas de colonização e foi responsável pela fundação de cidades como São Paulo e Rio de Janeiro.
Segundo referências e dados da própria Diocese de Cachoeiro de Itapemirim, responsável pelo santuário, admite que a construção da igreja ocorreu advindo de trabalho escravo de negros e indígenas puris e botocudos. Estima-se que a igreja, tal qual elaborada por José de Anchieta, foi fundada no ano de 1581, em Muribeca, nas margens do Rio Itabapoana.
A estrutura elaborada por Anchieta, desfez-se após um incêndio que destruiu a igreja. Ainda no século XVII, no ano de 1694, a atual igreja foi construída tendo utilizado materiais como feita com pedra, barro, areia e óleo de baleia. Após mais de três séculos de funcionamento, espalhou-se pela cidade que o altar da igreja, seria um esconderijo de um tesouro, com isso populares, pela busca do mesmo, apelaram para a depredação do altar, que posteriormente foi restaurado.
A santa homenageada que o santuário homenageia é Nossa Senhora das Neves, uma das invocações pelas quais a Igreja Católica venera a Santíssima Virgem Maria.

### Tombamento
No ano de 2009, a igreja passou pelo processo de tombamento histórico, junto à Secretaria da Cultura do Estado do Espírito Santo (SECULT), na gestão do então Governador Paulo Hartung (PMDB).
Em 2017, uma imagem de Nossa Senhora das Neves, vinda de Portugal em 1750, recebeu uma nova sessão de restauração concedido pelo Núcleo de Restauro e Conservação da Universidade Federal do Espírito Santo (UFES). A única vez que a obra teve uma sessão de restauro ocorreu no ano de 1995.

## Atualidade

### Festividades
Em consagração à Nossa Senhora das Neves, anualmente todo dia 5 de agosto, a diocese organiza uma festa em homenagem à santa. A festa possui uma tradição centenária e costuma atrair mais de cinquenta mil peregrinos atualmente.

### Porto
Recentemente, a Igreja vem passado por um momento de impasses. Por sua localização à beira-mar, a região é estratégica para setores petrolíferos e industriais. A área é do interesse da TPK Logística, empresa capixaba, que possui o apoio da Van Oord e do Porto de Rotterdam, localizados na Holanda, que pretende lançar um porto central na região, tornando a área um grande centro portuário.
Em contrapartida, os fiéis e a igreja entraram para a campanha Nem Um Poço a Mais, entidade que procura alertar sobre os impactos ambientais da produção petroleira e seus derivados. A entidade e os fiéis veem buscando apoio do consulado da Holanda no Brasil e do então governador Renato Casagrande (PSB) para inviabilizar a obra.